# 南山开发集团
南山開發集團是一間國有企業，是上市公司赤灣港航、赤灣石油基地及雅致集成房屋股份有限公司的控股公司。公司的直接控股股東是招商局國際(37.02%)，但由於第二三四大股東深圳市國資委(26.1%)、廣東省國資委(23.49%)及中国海洋石油总公司(9.47%)均全由中央及地方國資委擁有，而招商局國際的控股公司招商局集團亦全由國務院國資委擁有，實際上南山開發為國有企業。
集團經營港航运输、海洋石油服务和物流后勤服务、房地产开发、集成房屋体系为四项核心业务，跨行业、跨地区经营的综合性大型企业集团。
2018年2月5日中國南山開發集團，向母公司招商局集團出售深圳赤灣港航股份2.097億股A股，約佔後者已發行股本約32.52%，總額約65.1億港元。

## 外部連結
- http://www.cndi.com （页面存档备份，存于）